# Predrag Pažin
Predrag Pažin (bułg. Предраг Пажин; ur. 14 marca 1973 roku w Nevesinje w Bośni i Hercegowinie) – bułgarski piłkarz występujący na pozycji obrońcy. Obecnie gra w Łokomotiw Mezdra.

## Kariera klubowa
Predrag Pažin zawodową karierę rozpoczynał w 1991 roku w drużynie Sutjeska Nikšić. Grał w niej przez dwa lata, a następnie przeniósł się do FK Rudar Alpos. Podczas sezonu 1994/95 bułgarski piłkarz podpisał kontrakt z Partizanem Belgrad. W 1996, 1997 i 1999 roku sięgnął z nim po mistrzostwo, a w 1998 roku po puchar Jugosławii. Dla Partizana Pažin rozegrał łącznie 63 ligowe pojedynki, po czym przeniósł się do Lewski Sofia. W debiutanckim sezonie w nowym zespole Bułgar zdobył mistrzostwo i puchar Bułgarii. W 2001 roku został zawodnikiem tureckiego Kocaelisporu, następnie grał w Spartaku Plewen i chińskim Beijing Guo’an. W 2003 roku Pažin podpisał kontrakt z Szachtarem Donieck. Z nowym klubem dwa razy z rzędu uplasował się na drugiej pozycji w rozgrywkach ukraińskiej ekstraklasy. Od 2005 roku Bułgar reprezentował barwy Shandong Luneng, a w 2008 roku powrócił do kraju i trafił do Łokomotiw Mezdra.

## Kariera reprezentacyjna
W reprezentacji swojego kraju Pažin zadebiutował w 2000 roku. W 2004 roku Płamen Markow powołał go do 23-osobowej kadry na mistrzostwa Europy. Na turnieju tym Bułgarzy nie zdobyli ani jednego punktu i zajęli ostatnie miejsce w swojej grupie. Sam Pažin na portugalskich boiskach wystąpił dwóch meczach. W spotkaniu przeciwko Szwecji (0:5) rozegrał pełne 90 minut, a w pojedynku z Włochami (1:2) w 64 minucie został zmieniony przez Kiriła Kotewa. W drużynie narodowej Pažin zaliczył łącznie 32 występy.